# 矢车菊黄素
矢车菊黄素（也称为5,7,3'-三羟基-3,6,4'-三甲氧基黄酮，3′,5,7-Trihydroxy-3,4′,6-trimethoxyflavone，或栎草亭-3,6,4'-三甲醚，Quercetagetin 3,4',6-trimethyl ether）是一种天然的栎草亭衍生O-甲基化黄酮，分子式C18H16O8，存在于歐蓍草（Achillea millefolium）、鬼针草（Bidens pilosa）等植物中。